# Друга влада Лазара Колишевског
Друга влада Лазара Колишевског је формирана 18. априла 1946. године као влада Народне Републике Македоније (у оквиру ФНР Југославије). Ова влада је имала кратак мандат, до 31. децембра 1946. када је доношен нови устав Народне Републике Македоније када је изабрана нова влада.
Борис Спиров је 12. новембра 1946. поднео оставку на место министра социјалне политике јер био изабран за председника Собрања (народне скупштине) СР Македоније.

## Састав Владе
| Функција                          | Слика | Име и презиме    | Странка        | Детаљи                                 |
| --------------------------------- | ----- | ---------------- | -------------- | -------------------------------------- |
| Председник Владе                  |       | Лазар Колишевски | КП Југославије |                                        |
| први потпредседник                |       | Љупчо Арсов      | КП Југославије |                                        |
| други потпредседник               |       | Неџат Аголи      | КП Југославије |                                        |
| Министри                          |       |                  |                |                                        |
| Министар унутрашњих послова       |       | Цветко Узуновски | КП Југославије |                                        |
| Министар финансија                |       | Даре Џамбаз      | КП Југославије |                                        |
| Министар индустрије и рударства   |       | Георги Василев   | КП Југославије |                                        |
| Министар пољопривреде и шумарства |       | Крсте Симовски   | КП Југославије |                                        |
| Министар грађевина                |       | Тоде Ношпал      | КП Југославије |                                        |
| Министар просвете                 |       | Никола Минчев    | КП Југославије |                                        |
| Министар народног здравља         |       | Вукашин Попадић  | КП Југославије |                                        |
| Министар социјалне политике       |       | Борис Спиров     | КП Југославије | до 12. новембра 1946.                  |
| Министар социјалне политике       |       | Вукашин Попадић  | КП Југославије | од 12. новембра 1946, вршилац дужности |
| Министар правде                   |       | Васил Калајџиски | КП Југославије |                                        |
| Министар рада                     |       | Кирил Петрушев   | КП Југославије |                                        |